# Liste des départements de la province de Mendoza
La province de Mendoza, en Argentine, est subdivisée en 18 départements :
| Département    | Chef-lieu      | Population en 2001 |
| -------------- | -------------- | ------------------ |
| General Alvear | General Alvear | 44 147             |
| Godoy Cruz     | Godoy Cruz     | 182 97             |
| Guaymallén     | Villa Nueva    | 251 339            |
| Junín          | Junín          | 35 045             |
| La Paz         | La Paz         | 9 560              |
| Las Heras      | Las Heras      | 182 962            |
| Lavalle        | Villa Tulumaya | 32 129             |
| Luján de Cuyo  | Luján de Cuyo  | 104 470            |
| Maipú          | Maipú          | 153 600            |
| Malargüe       | Malargüe       | 23 020             |
| Mendoza        | Mendoza        | 110 993            |
| Rivadavia      | Rivadavia      | 52 567             |
| San Carlos     | San Carlos     | 28 341             |
| San Martín     | San Martín     | 108 448            |
| San Rafael     | San Rafael     | 173 571            |
| Santa Rosa     | Santa Rosa     | 15 818             |
| Tunuyán        | Tunuyán        | 42 125             |
| Tupungato      | Tupungato      | 28 539             |